# The Quest (1996)
The Quest is een Amerikaanse martialartsfilm uit 1996 geregisseerd door Jean-Claude Van Damme. De film was Van Dammes regiedebuut. Hij speelt tevens een van de hoofdrollen, tezamen met Roger Moore en James Remar.
De film bracht wereldwijd 57.400.547 dollar op.

## Rolverdeling
| Acteur                             | Personage                       |
| ---------------------------------- | ------------------------------- |
| Jean-Claude Van Damme              | Christopher Dubois              |
| Roger Moore                        | Lord Edgar Dobbs                |
| James Remar                        | Maxie Devine                    |
| Janet Gunn                         | Carrie Newton                   |
| Jack McGee                         | Harri Smythe                    |
| Aki Aleong                         | Khao                            |
| Louis Mandylor                     | Riggi                           |
| Ryan Cutrona                       | Officer O'Keefe                 |
| Shane Meier                        | Red                             |
| Chang Ching Peng Chaplin           | Master Tchi                     |
| Kitao Koji                         | Kyoshiro Oyama (sumoworstelaar) |
| Abdel Qissi                        | Khan (Mongoolse vechter)        |
| Jen Sung                           | Phang (Siamese vechter)         |
| Winston Ellis                      | Afrikaanse vechter              |
| César Carneiro                     | Braziliaanse vechter            |
| Peter Wong                         | Chinese vechter                 |
| Habby Heske                        | Duitse vechter                  |
| Takis Triggelis                    | Franse vechter                  |
| Stefanos Miltsakakis               | Griekse vechter                 |
| Ong Soo Han                        | Koreaanse vechter               |
| Jeffrey Beltzner ('Brick Bronsky') | Russische vechter               |
| Mike Lambert                       | Schotse vechter                 |
| Peter Malota                       | Spaanse vechter                 |
| Azdine Nouri                       | Turkse vechter                  |